# 冯朴德
冯朴德（荷蘭語：Dirk van de Put，1960年5月14日—）是比利时企业家，亿滋国际董事长兼首席执行官。

## 生平
1960年出生于比利时梅赫伦，获得根特大学兽医学学士学位和安特卫普大学商学硕士学位，先后任职于可口可乐公司、玛氏食品、诺华和达能，2010年成为麦肯食品首席执行官。此外还担任美泰非执行董事。
2017年11月接替艾琳·罗森菲尔德担任亿滋国际首席执行官，2018年4月兼任董事长。 